# Джаргалах
Джаргала́х (якут. Дьарҕаалаах) — село в Эвено-Бытантайском национальном улусе Республики Саха (Якутия) России. Административный центр и единственный населённый пункт Верхне-Бытантайского наслега.

## География
Село находится в северной части Якутии, в гористой местности центрального Верхоянья, в левобережной части долины реки Бытантай, на расстоянии примерно 58 км (по прямой) к юго-востоку (SSE) от села Батагай-Алыта, административного центра улуса. Абсолютная высота — 425 м над уровнем моря.
Климат
Климат характеризуется как резко континентальный, с продолжительной морозной малоснежной зимой и коротким летом. Средняя температура воздуха самого тёплого месяца (июля) составляет 11,8 — 12,8 °C; самого холодного (января) — −40 °C. Среднегодовое количество атмосферных осадков составляет 170,1 мм. Снежный покров держится в течение 250—255 дней в году.
Часовой пояс
Село Джаргалах находится в часовой зоне МСК+6. Смещение применяемого времени относительно UTC составляет +9:00.

## Население
| 2002 | 2010 | 2012 | 2013 | 2014 | 2015 | 2016 |
| ---- | ---- | ---- | ---- | ---- | ---- | ---- |
| 285  | ↘269 | ↘261 | →261 | ↘252 | ↘248 | ↘236 |
| 2017 | 2018 | 2019 | 2020 | 2021 |      |      |
| ↗242 | ↘238 | ↘236 | ↗239 | ↘237 |      |      |

Половой состав
По данным Всероссийской переписи населения 2010 года, в гендерной структуре населения мужчины составляли 51,7 %, женщины — соответственно 48,3 %.
Национальный состав
Согласно результатам переписи 2002 года, в национальной структуре населения эвены составляли 51 %, якуты — 41 %.

## Улицы
- ул. Западная,
- ул. Озёрная,
- ул. Центральная,
- ул. Школьная[18].